# یواس‌اس الدورادو (ای‌جی‌سی-۱۱)
یواس‌اس الدورادو (ای‌جی‌سی-۱۱) (به انگلیسی: USS Eldorado (AGC-11)) یک کشتی بود که طول آن ۴۵۹ فوت ۲ اینچ (۱۳۹٫۹۵ متر) بود. این کشتی در سال ۱۹۴۳ ساخته شد.